# Foche
Foche ist ein aus einer Hofschaft hervorgegangener Wohnplatz in der bergischen Großstadt Solingen. 
Die Foche war seit der Wende zum 20. Jahrhundert ein bedeutsamer Industriestandort für die Stadt Gräfrath, seit 1929 für Solingen. Unternehmen wie Krups, Gottlieb Hammesfahr, Walter Gott oder Flora Frey haben dort ihre Wurzeln oder betrieben große Werke. Die Foche war im 19. Jahrhundert eines der ersten Zentren der mechanisierten Schneidwarenindustrie im Solinger Raum. Heute ist die Foche ein bedeutsamer Einzelhandels- und Wohnstandort zwischen den Solinger Stadtteilen Gräfrath und Wald.

## Lage und Beschreibung
Foche liegt im Stadtteil Wald unmittelbar an der Grenze zu Gräfrath. Der Wohnplatz befindet sich am oberen Ende der Landesstraße 85, der Focher Straße, die auf einem kleinen Höhenzug nördlich des Demmeltrather Bachtals verläuft. Direkt an der Straße befinden sich mehrere große Einzelhandelsgeschäfte sowie vereinzelte freistehende Wohnhäuser und ehemalige Fabrikantenvillen. Am Nordrand des Ortes befindet sich in den Straßen An der Foche sowie Pina-Bausch-Straße eine Wohnsiedlung mit Reihenhäusern. Nördlich verläuft die zum Radwanderweg ausgebaute ehemalige Eisenbahnstrecke Korkenziehertrasse. Dazwischen befindet sich die Kleingartenanlage Solingen-Foche.
Benachbarte Orte sind bzw. waren (von Nord nach West): Nümmen, Focher Dahl, Zentral, Obenscheidt, Heide, Vogelsang, Demmeltrath, Hahnenhaus, Eckstumpf und Apfelbaum.

## Etymologie
Der Ortsname steht für eine dem Wind ausgesetzte Stelle. Der Ort befindet sich in einer Höhenlage oberhalb des Demmeltrather Bachtals. Windfoche ist auch in anderen Regionen ein häufig vorkommender Ortsname.

## Geschichte
In dem Kartenwerk Topographia Ducatus Montani, Blatt Amt Solingen, von Erich Philipp Ploennies aus dem Jahr 1715 ist der Ort mit einer Hofstelle verzeichnet und als Foggen benannt. Sie lag auf der nördlichen Seite der zwischen Benrath und Gräfrath zur Provinzialstraße ausgebauten Verbindungsstraße über Wald, Ohligs und Hilden, die auch nach der Foche benannt wurde: Benrath-Focher Provinzialstraße. Foche wurde in den Ortsregistern der Honschaft Ketzberg innerhalb des Amtes Solingen geführt. Die Topographische Aufnahme der Rheinlande von 1824 verzeichnet den Ort als aufd Vochen, die Preußische Uraufnahme von 1844 als Voche. In der Topographischen Karte des Regierungsbezirks Düsseldorf von 1871 ist der Ort als Foche direkt an der Provinzialstraße verzeichnet.
Nach der Gründung der Mairien und späteren Bürgermeistereien Anfang des 19. Jahrhunderts gehörte die Ortschaft zur Bürgermeisterei Gräfrath.1815/16 lebten 24 Einwohner im Ort. 1830 lebten im als Weiler bezeichneten aufr Fochen 28 Menschen. 1832 war Foche weiterhin Teil der Honschaft (Ketz-)Berg innerhalb der Bürgermeisterei Gräfrath.  Der nach der Statistik und Topographie des Regierungsbezirks Düsseldorf als Hofstadt kategorisierte Ort besaß zu dieser Zeit vier Wohnhäuser, eine Fabrik bzw. Mühle und ein landwirtschaftliches Gebäude. Zu dieser Zeit lebten 17 Einwohner im Ort, allesamt evangelischen Bekenntnisses. Die Gemeinde- und Gutbezirksstatistik der Rheinprovinz führt den Ort 1871 mit vier Wohnhäusern und 26 Einwohnern auf. Im Gemeindelexikon für die Provinz Rheinland werden 1885 fünf Wohnhäuser mit 46 Einwohnern angegeben. 1895 besitzt der Ortsteil 17 Wohnhäuser mit 142 Einwohnern, 1905 werden 33 Wohnhäuser und 320 Einwohner angegeben.
Der Ortsname Foche erlosch als Straßenbezeichnung, als die Gräfrather Stadtverordneten am 1. Februar 1898 ihrem Teil der ehemaligen Provinzialstraße den Namen Focher Straße gaben. Später wurden auch die letzten zu der Hofschaft gehörenden Fachwerkhäuser niedergelegt. Zu dieser Zeit war die Gegend rund um die Foche bereits zu einem bedeutenden Industriestandort avanciert. Abseits städtischer Bebauung hatten sich im 19. Jahrhundert an der Foche die Unternehmen Rauh, Engels und Gottlieb Hammesfahr niedergelassen, die dort genügend Platz für eine mechanisierte Fertigung fanden. In diesem Zusammenhang entstanden bis Ende des 19. Jahrhunderts auf dem kurzen Abschnitt der Focher Straße auf Gräfrather Gebiet allein fünf Fabrikantenvillen, darunter drei der Familie Hammesfahr.
Mit der Städtevereinigung zu Groß-Solingen im Jahre 1929 wurde Foche ein Ortsteil Solingens. Nach dem wirtschaftlichen Niedergang der dort angesiedelten Industrie wurden die letzten Industriebrachen entlang der Focher Straße bis zum Jahr 2000 abgerissen. Das Gelände sollte einer neuen Nutzung als Einzelhandels- und Wohnstandort zugeführt werden. Das ehemalige Engelswerk, ein zuletzt ehemals vom Sämerei-Hersteller Flora Frey genutzter Industriekomplex, abseits der Focher Straße wurde zu Wohnraum umfunktioniert. Am 27. Juni 2002 eröffnete auf dem ehemaligen Hammesfahr bzw. Krups-Gelände ein Lidl-Discounter seine Filiale.:78 Ab Mitte der 2000er Jahre entstand am Nümmener Feld eine neue Wohnsiedlung, die heute mit der Pina-Bausch-Straße bis zur Foche reicht.

Vier der ehemals fünf Fabrikantenvillen aus der Gründerzeit stehen noch heute an der Foche, darunter das Wohnhaus von Carl August Rauh an der Focher Straße 15, die Villa Focher Straße 20 von Gustav Hammesfahr, die Villa Focher Straße 44 von Fritz Hammesfahr sowie das versteckt liegende Wohnhaus von Ernst Hammesfahr an der Focher Straße 60.:92–97 Die Fabrikantenvillen der Krups-Eigentümer entstanden an der ehemaligen Grenzstraße (heute Heresbachstraße) westlich der Foche und stehen heute ebenfalls noch.:132–135

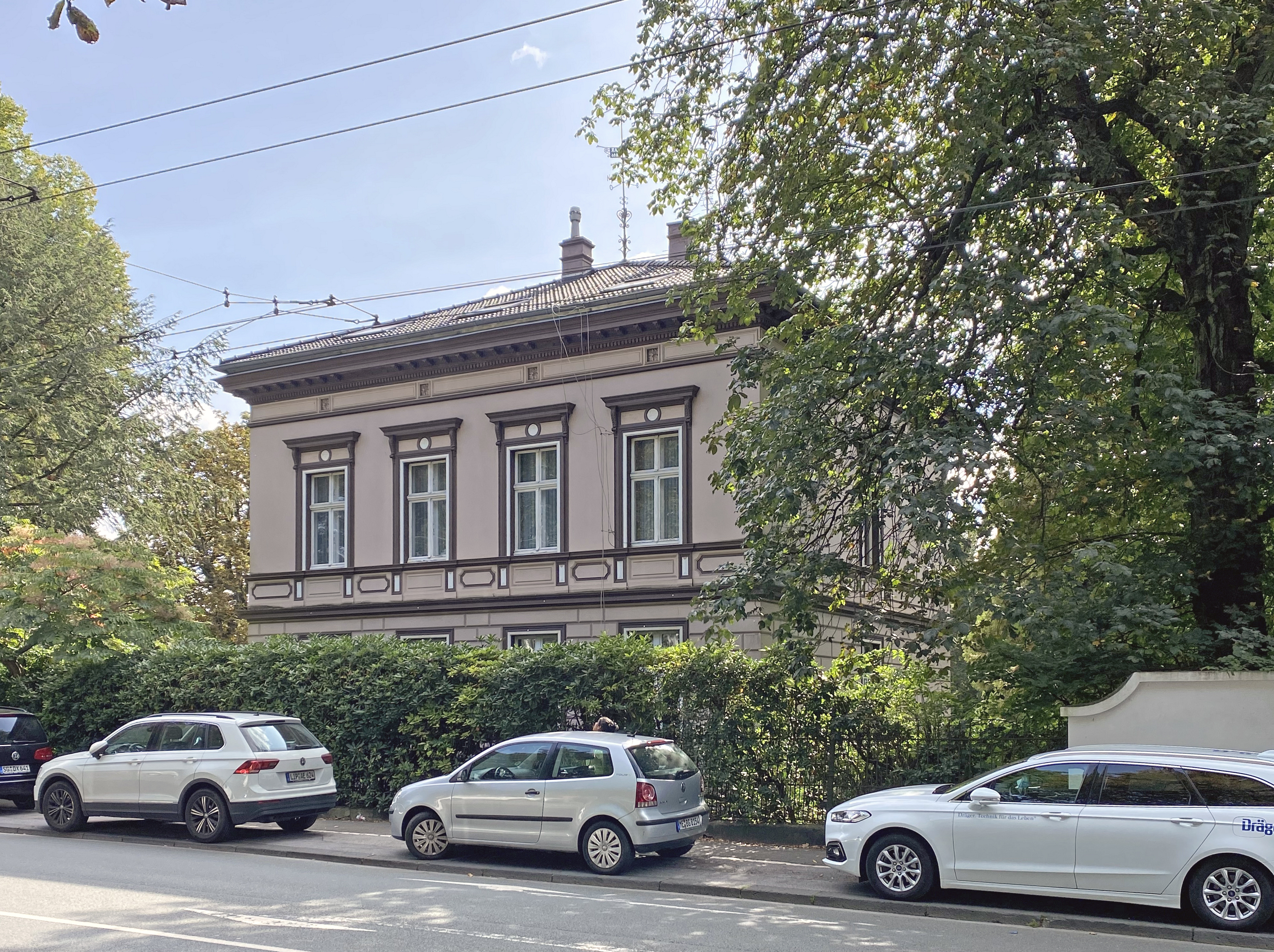
Focher Straße 15
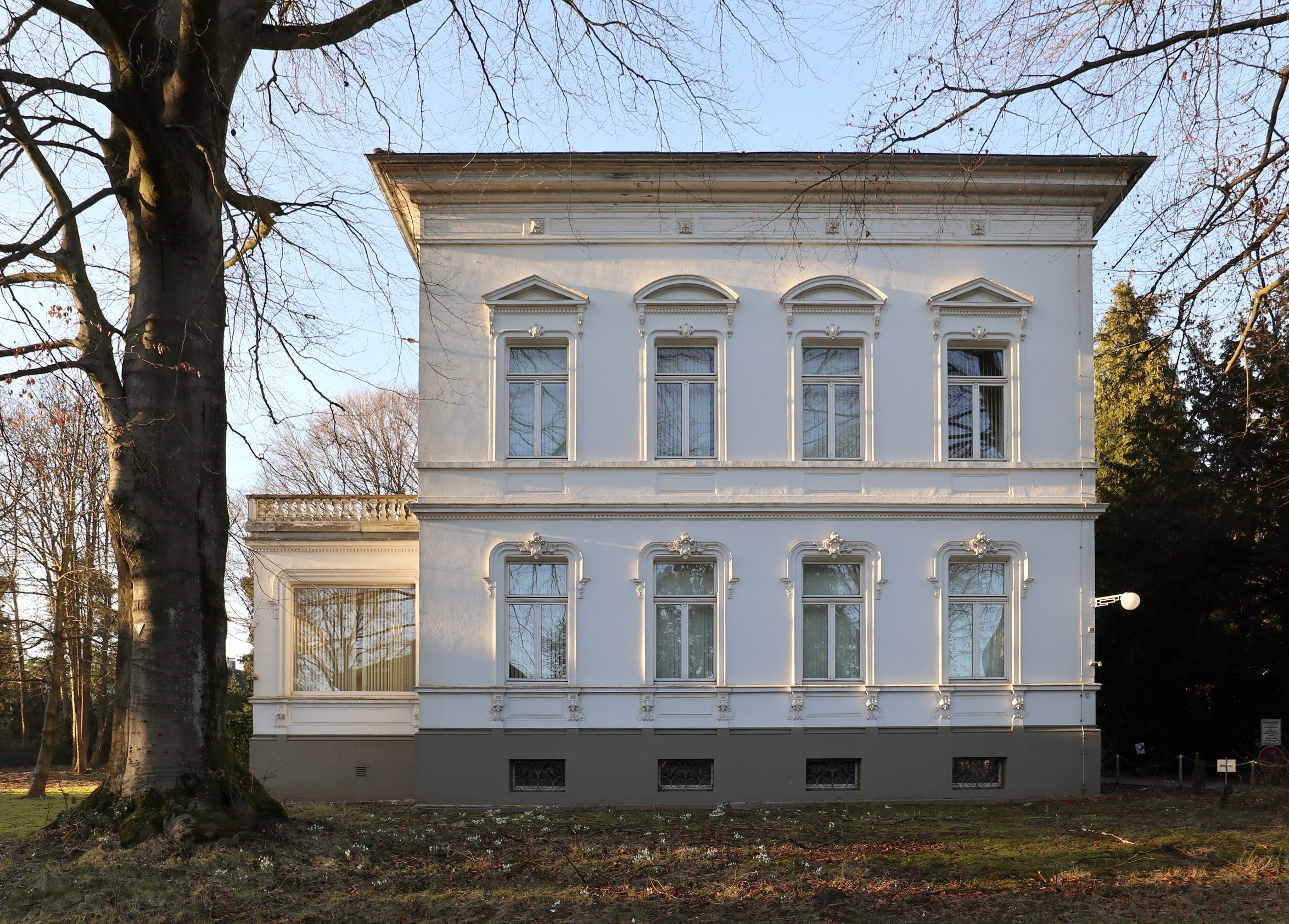
Focher Straße 20
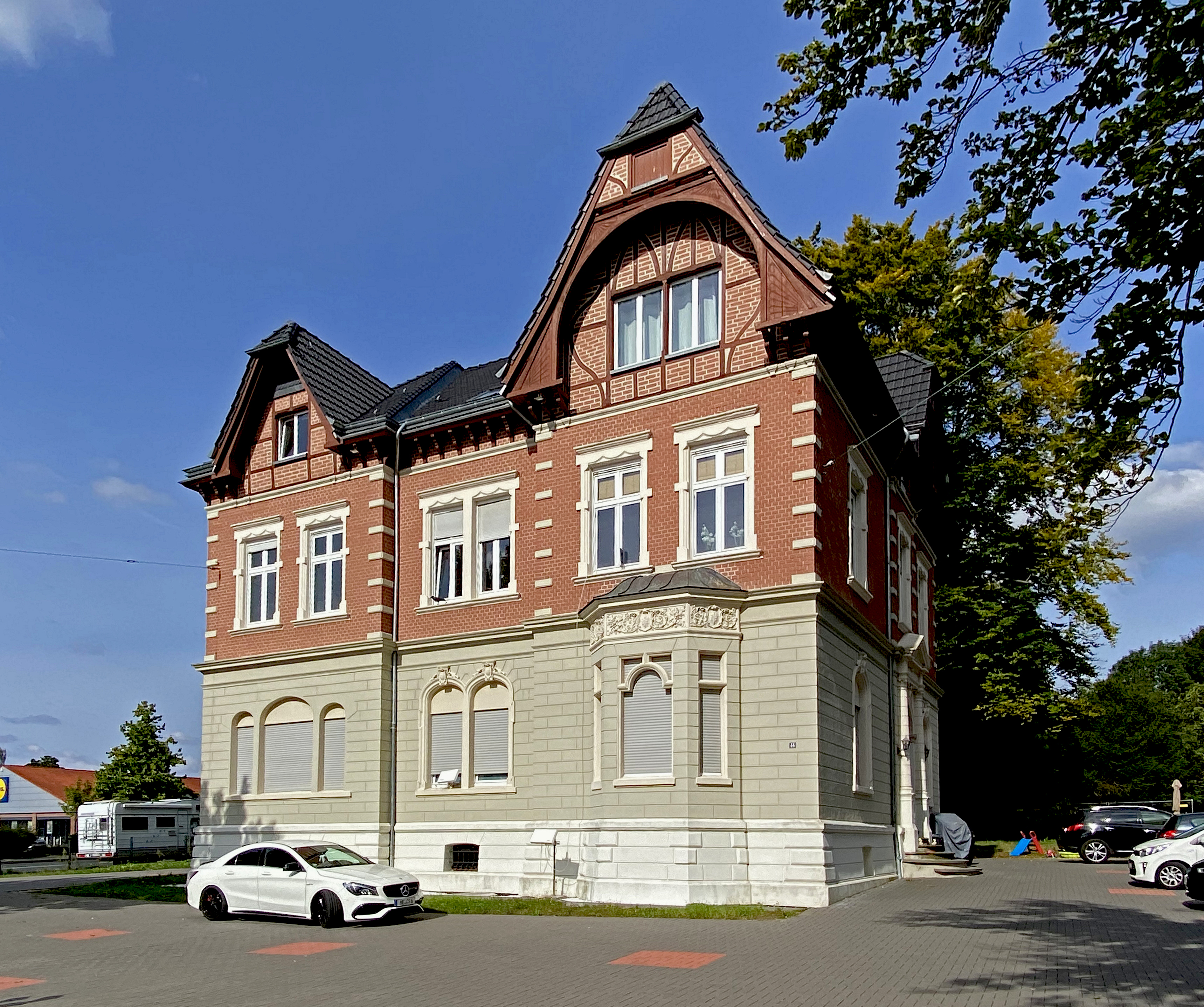
Focher Straße 44

## Wirtschaft
Den Wirtschaftsstandort an der Foche haben in der Vergangenheit verschiedene Unternehmen geprägt. Nach dem Niedergang der dort angesiedelten Industrie ist die Foche heute ein bedeutsamer Einzelhandels- und Wohnstandort zwischen Wald und Gräfrath, an dem mehrere Super- und Getränkemärkte, ein Baumarkt, eine Autowerkstatt, ein Hotel sowie mehrere Imbisse und Restaurants angesiedelt sind.

### Stahlwarenfabrik Hammesfahr

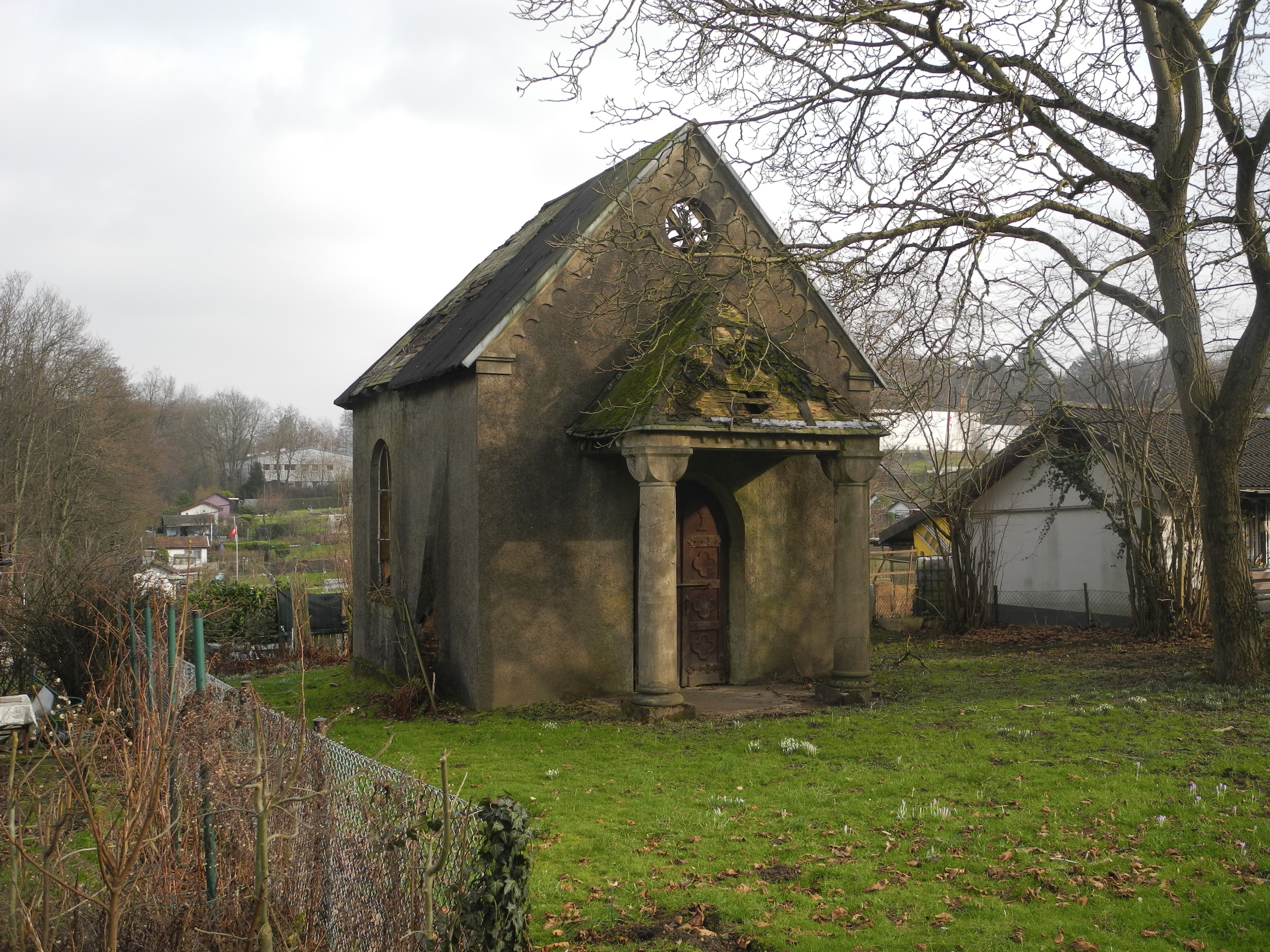
Mausoleum Ernst Hammesfahr

Eines der ersten Unternehmen, das sich an der Foche ansiedelte, um dort auf freier Fläche zu expandieren, war die Stahlwarenfabrik Gottlieb Hammesfahr. Das Unternehmen berief sich auf eine Firmentradition seit 1684, wurde aber erst am 1. Mai 1847 durch Gottlieb Hammesfahr gegründet. Es war seit 1875 an der Foche ansässig, das Werk befand sich an der Ecke der heutigen Straßen Nümmener Feld / Focher Straße (heute Standort des Lidl-Supermarktes, Lage). Es wurde über die Jahrzehnte kontinuierlich erweitert. Ab den 1880er Jahren firmierte das Unternehmen als Gottlieb Hammesfahr & Cie., ab 1935 als Gottlieb Hammesfahr AG 'Nirosta-Werke'.
Produziert wurden von dem Unternehmen alle Arten von Schneidwaren, darunter Blankwaffen, Bestecke, Scheren, Taschenmesser und Rasiermesser. Als Wortmarke führte es eine Pyramide mit Kreuz. Ab den 1920er Jahren wurden unter dem Markennamen Nirosta nicht rostende Stahlwaren auf den Markt gebracht. Zu Kriegszeiten stattete das Unternehmen die deutsche Armee mit Blankwaffen aus, während des Dritten Reiches wurde auch eine Vielzahl von Waffen für die SA hergestellt. Das Unternehmen hatte zeitweise bis zu 1000 Mitarbeiter. Der Betrieb des Unternehmens wurde jedoch im Jahre 1969 eingestellt.
Eines der wenigen bis heute erhaltenen Relikte des Unternehmens ist das Mausoleum von Ernst Hammesfahr in der Kleingartenanlage an der Foche. Die Familiengruft wurde für den Sohn des Firmengründers nach dessen Tod im Jahre 1920 errichtet, der Leichnam allerdings später auf einen Friedhof umgebettet. Die denkmalwerte Bausubstanz ist jedoch seit Jahrzehnten dem Verfall preisgegeben.

### Engels, Rauh und Co. / Gesenkschmiede Walter Gott
Das Unternehmen Engels, Rauh und Co. entstand im Mai 1929 durch den Zusammenschluss mehrerer Hersteller von Rohartikeln für die Remscheider Werkzeug- und Thüringer Messwerkzeugindustrie. Vorläufer war das an der Foche gegründete Stanz- und Metallwerk F. W. Rauh sowie das von Carl Wilhelm Engels gegründete Engelswerk, das ebenfalls an der Foche lag. Die ehemaligen Fabrikgebäude des Engelswerks sind heute noch vorhanden, es handelt sich um die zu Wohnraum umfunktionierten Gebäude an der Rosenzweigstraße (Lage).:92–97
Das fusionierte Unternehmen Engels, Rauh und Co. unterhielt den Standort seiner Gesenkschmiede gegenüber dem Hammesfahr-Werk (heute Standort von Bauhaus und Edeka, Lage). Die Fabrik wurde im Jahre 1931 durch Walter Gott gepachtet, der sie 1938 schließlich kaufte. Ab 1. Januar 1943 firmierte das Unternehmen als Gesenkschmiede Walter Gott. Neben dem Werk an der Foche wurde ein weiteres Werk an der Schaberger Straße in Krahenhöhe betrieben. Insgesamt wurden bis zu 580 Mitarbeiter an beiden Standorten beschäftigt. Die renommierte Gesenkschmiede fiel im Jahre 1973 als eines der ersten Solinger Unternehmen der wirtschaftlichen Rezession zum Opfer und musste schließen.:49

### Krups
Das 1846 als Waagenhersteller gegründete Unternehmen Krups übernahm im Jahre 1970 die Fabrik von Gottlieb Hammesfahr an der Foche, um zu expandieren. Krups war durch die Produktion von Haushaltsgeräten und Kaffeemaschinen in der Nachkriegszeit zu einem der größten Solinger Unternehmen avanciert. Nach der Insolvenz der Gesenkschmiede Walter Gott übernahm Krups auch Teile dieser Fabrik für die eigene Produktion.

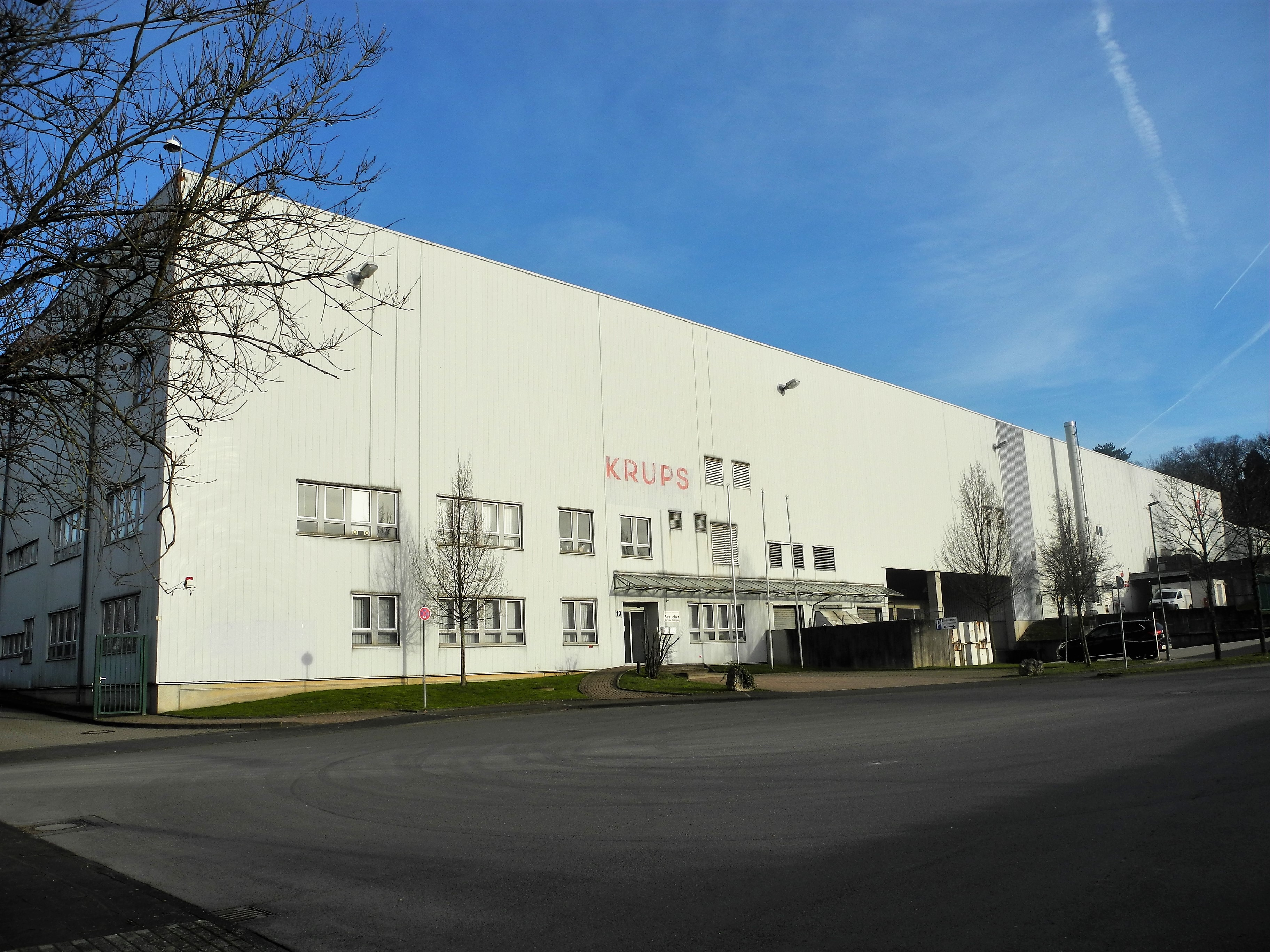
Eurolager der Firma Krups am Nümmener Feld

Aufgrund eines erheblichen Investitionsstaus der überalterten Werke wurde der Standort Foche schließlich im Jahre 1993 aufgegeben. Die Produktion wurde zum Teil in ein neues Eurolager im benachbarten Nümmener Feld und zum größten Teil in Moulinex-Werke nach Frankreich verlagert. Bis zum Jahr 2000 wurden sämtliche alten Fabrikhallen abgerissen und das Gelände neu bebaut. 